# Chaco Boreal

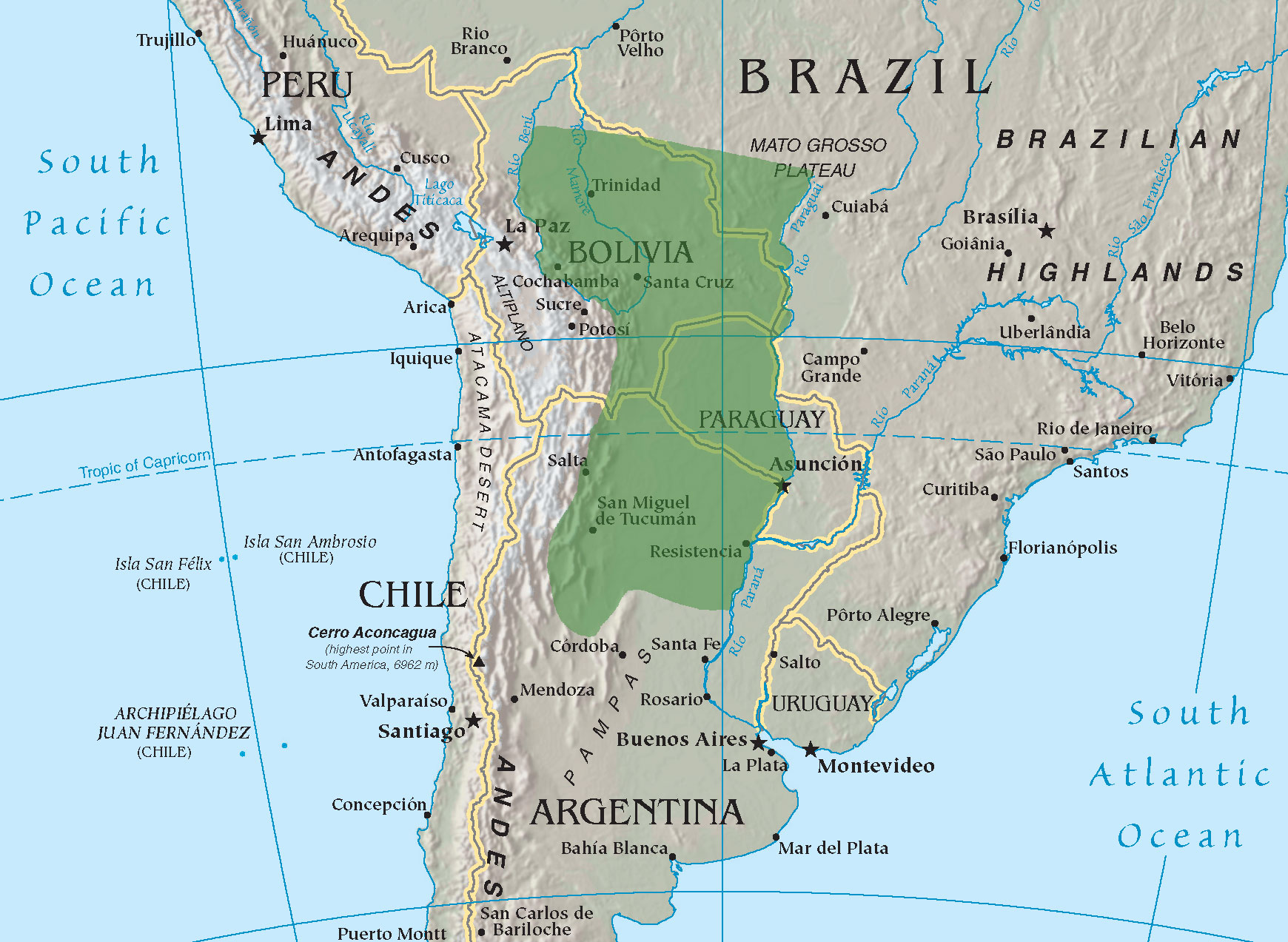
Área aproximada del Gran Chaco de la cual el Chaco Boreal es la extensa zona al norte del río Pilcomayo-Paraguay, es decir la hoy repartida entre los países de Paraguay, Bolivia y Brasil (clicar sobre la imagen para ver detalles).

El Chaco Boreal es la zona más septentrional del Gran Chaco.
Sus límites por el norte son difusos, señalables aproximadamente por el paralelo 16°S (un criterio muy usado para dar los límites septentrionales del Chaco Boreal es la divisoria de aguas: el lado correspondiente a la Cuenca del Plata se considera chaqueño, el lado correspondiente a la cuenca del Amazonas se considera amazónico pero tal criterio si bien tiene la ventaja de dar un deslindado bastante perceptible, adolece de precisiones ecológicas ya que al norte de los límites de la cuenca del Amazonas se prolongan extensiones de biomas indiscutiblemente chaqueños). Su límite meridional está dado por el río Pilcomayo (o Araguay), sus límites orientales se ubican a lo largo del río Paraguay y el Gran Pantanal, mientras que sus límites occidentales están dados por las Yungas de la estribación de los Andes denominada cordillera Oriental.

El límite sur del Chaco Boreal es el río Pilcomayo que lo "separa" del Chaco Central.
Observados los límites se nota entonces que el Chaco Boreal actualmente se encuentra repartido entre los siguientes estados:
- Paraguay (todo el territorio llamado Paraguay Occidental es parte del Chaco Boreal);
- Bolivia donde se divide en el Chaco boliviano y Chiquitania; el Chaco boliviano cubre aproximadamente la mitad oriental del departamento de Tarija, un sector adjudicado al departamento de Chuquisaca, y la zona sur del departamento de Santa Cruz; y el área de transición a la Amazonia (por el norte) y al Cerrado por el este y noreste, llamada Chiquitania o Llanos de Chiquitos, que es considerada la parte nororiental del Chaco Boreal.
- Brasil, en este sentido, el último estado que ocupa el Chaco Boreal en la parte Chiquitania en las zonas occidentales de Mato Grosso del Sur y el extremo sur del Mato Grosso tras haber sobrepasado Brasil entre el siglo XIX y la primera mitad del siglo XX la frontera del río Yaurú.

Por su parte Argentina aunque hacia 1870 llegó a reclamar un extenso sector del Chaco Boreal cuyo límite era una diagonal que partía del cruce del paralelo 22°S con el Pilcomayo y desde allí hasta el cruce del paralelo 20°S con el río Paraguay, luego redujo su pretensión hasta el río Fogones o Yaveviry (más conocido como río Verde), sin embargo un laudo arbitral estadounidense consideró que el límite argentino se situaba en el límite entre el Chaco Boreal y el Chaco Central, es decir, que tal límite es el citado río Pilcomayo y por ende Argentina no posee zonas en el Chaco Boreal.

## Historia
A la llegada de los europeos en el siglo XVI la zona estaba poblada muy dispersamente por las etnias de los chiquitos (llamados así porque sus chozas tenían pequeñas entradas para evitar la irrupción de yaguares y pumas), chanés, yshyr (chamacocos o zamucos) y ayoreos o "morotocos", caduveos, qom o "tobas"; casi todas estas naciones eran pampidos excepto los chanés que constituían la rama más austral de los amazonidos arawaks o arauacos, en el siglo ya citado los avá o guaraníes se expandieron por la región siguiendo los cursos ascendentes de los ríos creando etnias mixogénicas como las llamadas insultantemente por los quechuas y aimaras "chiriguanos". Uno de los capitanes de los avá en su expansión chaqueña fue el español de origen lusitano Alejo García quien avanzó hasta los Andes desde la atlántica isla de Santa Catarina. Luego desde Asunción se produjo la expedición de Domingo Martínez de Irala; después la región recibió la visita del célebre Álvar Núñez Cabeza de Vaca. Ya en el siglo XVII, también desde Asunción, los españoles a las órdenes de Ñuflo de Chaves fundaron Santa Cruz de la Sierra y luego los jesuitas y franciscanos crearon gran cantidad de "misiones" algunas de las cuales luego serían las actuales ciudades San José de Chiquitos y San Ignacio de Velasco.

En los años treinta del siglo XX el Chaco Boreal fue teatro de la llamada Guerra del Chaco entre Bolivia y Paraguay.
Tras la Guerra del Chaco la zona recibió nuevas migraciones (en este caso pacíficas): menonitas, japoneses y europeos en general, que han dedicado gran parte de las tierras a la ganadería y a la agricultura intensiva. Los menonitas han creado varias poblaciones en Santa Cruz y en el Chaco paraguayo, destacándose la ciudad de Filadelfia, rodeada por una próspera zona de granjas como la llamada Fernheim.
Desde fines de siglo XX se hacen antiecológicos los "chaqueos" o desmontes masivos para sembrar soya o soja que se exporta fuera de la región.

## Relieve
El relieve del Chaco Boreal es como el de toda la gran llanura Chacopampeana muy horizontal y con poco declive, existe formaciones montañosas de escasa elevación, la principal es la pequeña y baja cordillera llamada serranía de Santiago cuya cumbre es el cerro Chochis (1290 metros de altura) hacia las coordenadas 18°06′S 60°02′O. Unos 150 km al sudoeste del Cerro Chochis y casi en la frontera paraguayoboliviana se encuentra el Cerro San Miguel de solo 780 m s. n. m. y serranías como las de San José o, en medio de zonas llanas pequeñas elevaciones o prominencias del terreno como la del Cerrito Jara y grandes zonas deprimidas que se inundan durante las grandes lluvias, zonas que son llamadas "esteros" o "bañados", por ejemplo los Esteros de Patiño en el límite con el Chaco Central (los Esteros de Patiño y el Bañado La Estrella que se ubican en medio del curso del río Pilcomayo) y por otra parte los Bañados del Izozog y los Bañados de Otuquis en el centro del Chaco Boreal etc. La flora se divide naturalmente en dos zonas principales: al Este bosques densos con muchas selvas de galería, es decir el "Chaco húmedo" y en el centro y al oeste una zona fitoeográfica de parque, es decir zonas arboladas dispersas o imbrincadas entre zonas donde predominan herbáceas. Las zonas de parque chaqueño durante las estaciones secas (principalmente durante los inviernos) llega a tomar aspectos desérticos. El subsuelo del Chaco Boreal es muy rico en hierro (por ejemplo los yacimientos de Mutum-Mutún y Urutum), petróleo, y gas natural (por ejemplo los yacimientos de Sanandita y los de Campo Margarita en Bolivia).